# Плод
Плод (лат. fructus) је репродуктивни биљни орган који се после оплођења образује из плодника. Сматра се преображеним плодником који у унутрашњости затвара семе (плод је присутан само код скривеносеменица). После оплођења долази до промена у зиду плодника – он разраста и образује зид плода (перикарп). У плоду се налази једно или више семена.
Делови перикарпа су:
- егзокарп (спољашњи омотач),
- ендокарп (унутрашњи омотач) и
- мезокарп, који се налази између њих.

Пошто плодник настаје од листова, под микроскопом се лако уочава да егзокарп потиче од епидермиса наличја, ендокарп од епидермиса лица, а мезокарп од мезофила листа.
У уобичајеној језичкој употреби, „плод“ се често поистовећује са воћем и односи се на свеже семенске структуре биљки које могу да буду слатке или киселе, и које су јестиве у сировом стању, као што су јабуке, банане, грожђе, лимуни, поморанџе, и јагоде. С друге стране, у ботаничкој употреби, „плод“ обухвата многе структуре које се нормално не називају воћем, као што су махуне пасуља, семенке кукуруза, парадајз, и зрна пшенице. Део гљива који производи споре се исто тако назва плодоносним телом.

## Ботанички и кулинарски плод
Многи термини у широкој употреби за семе и воће се не подударају са ботаничком класификацијом. У кулинарској терминологији, плод је обично било који биљни део слатког укуса, а посебно ботаничко воће; орах је било који тврди, уљасти, биљни продукт с љуском; а поврће је било који биљни продукт пријатног укуса или који је маље сладак. Међутим, у ботаници, плод је зрели плодник или карпела који садржи семе, орах је тип плода а не семена.
Примери кулинарског „поврћа“ и ораха који су ботанички плодови обухватају кукуруз, бундеве (нпр., краставац, дулек, и тикву голицу), плави патлиџан, махуне (пасуље, кикирикије, и грашкове), слатку паприку, и парадајз. Додатно, неки зачини, као што су најгвирц и чили, су плодови, ботанички гледано. У контрасту с тим, рабарбара се обично назива воћем, јер се користи за прављење слатких десерата као што су пите, мада су само петељке (лисне петељке) биљке рабарбара јестиве, и јестива семена голосеменица се обично називају воћем, нпр., гинко ораси и семе бора пињола.
Ботанички, зрна житарица, као што су кукуруз, пиринач, или пшеница, су исто тако врста плода, званог крупа. Међутим, код њих је зид плода веома танак и спојен је да покривачем семена, тако да је скоро сав јестиви садржај житарица заправо семе.

## Подела плодова
| А) ПРОСТИ ПЛОДОВИ | А) ПРОСТИ ПЛОДОВИ | А) ПРОСТИ ПЛОДОВИ | Б) СЛОЖЕНИ ПЛОДОВИ | В) ЗБИРНИ ПЛОДОВИ |
| 1. пуцајући       | 2. непуцајући     | 2. непуцајући     | дуд                | јагода            |
| махуна            | а) сушни          | б) сочни          | смоква             | купина            |
| мешак             | орашица           | бобица            |                    | малина            |
| љуска             | крупа             | коштуница         |                    | ружа              |
| љушчица           | ахенија           | помум             |                    |                   |
| чаура             | шизокарпијум      |                   |                    |                   |
| чаура             | мерикарпијум      |                   |                    |                   |
| ----------------- | ----------------- | ----------------- | ------------------ | ----------------- |

Плодови се деле на:
- просте,
- сложене и
- посебну врсту – збирне плодове.

Прости плодови настају од тучкова једног цвета, а сложени настају од цвасти.
Збирни плодови настају од цвета који има много тучкова, при чему се од сваког тучка образује посебан плодић. Плодићи не опадају сваки за себе, већ су повезани неким делом цвета. Такви су плодови јагоде, малине, купине. Код јагоде ситне плодиће повезује разрасла цветна ложа која је сочна и јестива.

### Прости плодови
Прости плодови, у зависности од тога како се семе ослобађа из плода – да ли оплодница пуца или се семе ослобађа труљењем оплоднице, могу бити:
- пуцајући и
- непуцајући.

Пуцајући плодови су :
- мешак, који пуца по једном шаву (код божура, кукурека, љутића);
- махуна, који пуца на две половине дуж шава и главног нерва (код грашка, пасуља);
- љуска и љушчица, љуска пуца на два дела при чему се одваја средишња преграда на којој су семена; љушчица се од љуске разликује само по томе што су јој дужина и ширина исте (код шебоја, купуса);
- чахура, која се отвара на више начина :
  - по шавовима (татула), мразовац - на слици
  - порама (мак), булка - на слици.
  - поклопцем (буника) .

Непуцајући плодови могу бити:
- сушни и
- сочни.

Сушни непуцајући плодови имају суву оплодницу и из њих се семе ослобађа труљењем оплоднице. Њима припада:
- орашица која може бити:
  - са тврдом, одрвенелом оплодницом (лешник, жир),
  - са длачицама за разношење ветром (маслачак),
  - са израштајима у виду кукица којим се закачињу нпр. за крзно животиње итд.
- ахенија и крупа као посебни облици орашице; код крупе је семе срасло са плодом (кукуруз, пшеница), док код ахеније нема тог срастања (сунцокрет).
- шизокарпијум се састоји из две срасле орашице, настале од два оплодна листића (карпела), које се после сазревања одвајају цепањем (код мркве, кукуте, кима и др.);
- мерикарпијум такође настаје од два оплодна листића, али се кад сазри цепа на четири орашице.

Сочни непуцајући плодови имају меснату оплодницу, а семена се ослобађају њеним труљењем. У сочне плодове спадају:
- коштуница и
- бобица.

Код коштунице један део оплоднице је сочан, јестив, док је други одрвенео (коштица) и у њему се налази семе. Плод коштунице имају можда најпознатије међу биљкама:
- шљива
- бресква
- кајсија
- трешња
- вишња
- орах - на слици.

Посебан облик коштунице је плод помум, присутан код:
- јабуке - на слици,
- крушке и
- дуње.

Помум се образује срастањем добро развијене цветне ложе и самог плода. Ендокарп помума је јако чврст и гради кућице у којима су семена.
Бобица је плод код кога су сва три слоја оплоднице сочна и имају га:
- грожђе - на слици,
- тиква,
- парадајз,
- рибизла и др.

Сложени плодови настају од цвасти, али не опадају сваки за себе, него су међусобно повезани неким од делова цвасти. Тако нпр. код смокве је разрасло вретено цвасти које се увлачи унутра и носи многобројне орашице. Код дуда орашице повезује разрасло вретено и међусобно срасли, сочни цветни листићи.

## Дистрибуција семена
Варијације у структурама плодова у знатној мери зависе од начина дистрибуције њиховог семена. Распростирање семена може да буде остварено помоћу животиња, експлозивном дехисценцијом, водом, или ветром.
Неки плодови имају покровни слој у коме су присутни шиљци или су начичкани, било да би спречили животиње да их поједу, или да би се закачили за перје, косу или ноге животиња, те да би на тај начин користили животиње као дисперзивне агенсе. Примери таквих плодова су Xanthium и Proboscidea.
Слатка маса многих плодова је „намерно” привлачна за животиње, јер се семе поједеног воћа задржава у њима и „несвесно” бива пренесено и депоновано на удаљене локације (тј., дефекацијом). Слично томе, хранљива, уљаста језгра ораха привлаче глодаре (као што су веверице), које их сакупљају у земљишту да би избегли глад током зиме, чиме се оном семену које остане непоједено даје шанса да проклија и порасту у нове биљке на удаљеним локацијама од родитељских биљака/биљке.
Други плодови су природно издужени и спљоштени, и тако постају танки, попут крила или хеликоптерских пропелера, нпр., плодови бреста, јавора, и Лалиног дрвета. Ово је један од еволуционих механизама да се повећа дисперзионо растојање од родитеља, путем ветра. Друго ветром преношено воће има мале папусе, нпр., маслачак, Asclepias, Tragopogon.
Плодови кокосове палме могу да плутају хиљадама миља у океану и тим путем шире семе. Други плодови који се могу ширити водом су Nypa fruticans и Pandanus.
Неки плодови избацују семе на знатна растојања (до 100 m код Hura crepitans) путем експлозивне дехисценције или других механизама, нпр., Impatiens и бризгајући краставац.

## Употреба
Многе стотине плодова, укључујући меснато воће (као што су јабука, киви, манго, бресква, крушка, и лубеница) су комерцијално доступни као људска храна, која се једе свежа или у облику џемова, мармелада и другим презервираним облицима. Плодови се исто тако користе у прерађеној храни (нпр., тортама, колачима, сладоледу, пецивима, или јогурту) или пићима, као што су воћни сокови (нпр., соко од јабуке, грожђа, или поморанџе) или алкохолним пићима (нпр., вињак, воћно пиво, или вино). Плодови се исто тако користе као поклони, нпр., у облику воћних корпи и воћних аранжмана.
Многа „поврћа” у кулинарском говору су ботаничка воћа, укључујући паприку, краставац, патлиџан, боранију, бамију, дулек, тикву, парадајз, и тиквицу. Плод маслине се пресује ради издвајања маслиновог уља. Зачини као што су најгвирц, црни бибер, паприка, и ванила су изведени из бобица.

### Нутритивна вредност
Свежи плодови генерално имају висок садржај влакана, витамина Ц, и воде. Регуларна конзумација плодова је генерално повезана са умањеним ризиком од низа болести и функционалним губицима услед старења.

### Непрехрамбена употреба
Плодови су веома важан део људске хране, али имају и друге намене. Разне културе су развиле мноштво употреба плодова које нису везане за исхрану. Неки од примера су:
- Плодови мирике садрже восак који се често користи за прављење свећа;[22]
- Многи суви плодови се користе као декорација или у аранжманима сувог цвећа (нпр., Lunaria annua, Cotoneaster, лотос, Asclepias, и пшеница). орнаментално дрвеће и жбунови се обично гаје због њихових шарених плодова, укључујући каликарпу, Cotoneaster, божиковина, Pyracantha, Skimmia, и Viburnum.[23]
- Плодови мака су извори опијума, који садржи дроге кодеин и морфин, као и биолошки неактивну хемикалију теабаин из које се може синтетисати лек оксикодон.[24]
- Плодови маклура се користе за одбијање бубашваба.[25]
- Многи плодови пружају природне боје (нпр., трешња, дуд, Rhus, и орах).[26]
- Сушени калабаси се користе као кућице за птице, шоље, декорација, судови, музички инструменти, и бокали за воду.
- Бундеве се резбаре у Џек-о'-Лантерне за Ноћ вештица.
- Плодови чичка или Xanthium су инспирисали изум велкро састава.[27]
- Кокосова влакна из љуски плода се користе за четке, отираче за ноге, подне плочице, изолацију, матраце, саргије, и као медијум за узгој контејнерских биљки. Љуска кокосовог плода се користи за прављење кућица за птице, чинија, шоља, музичких инструмената, и сувенира.[28]
- Воће је често предмет слика мртве природе.

## Безбедност
Ради безбедности хране,  препоручује коректно руковање воћем и његовом припремом да би се умањио ризик од контаминације хране и болести изазване храном. Свеже воће и поврће треба да буде пажљиво пребрано; при складиштењу оне не треба да буде оштећено или угњечено; и исечене комаде треба чувати у фрижидеру или у леду.
Сво воће и поврће треба опрати пре употребе. Та препорука исто тако важи за плодове са кором или кожом која се не једе. То треба да буде урађено непосредно пре припреме или јела да би се избегло прерано кварење.
Воће и поврће је потребно да се чува одвојено од сирове хране као што је месо или морска храна, као и од посуђа које је дошло у контакт са сировом храном. Сво пресечено, ољуштено или кувано воће и поврће треба да буде чувано у фрижидеру. Након неког времена, штетне бактерије могу да почну да расту на њему и тиме се повећава ризик од болести узрокованих храном.

## Алергије
Алергије на воће сачињавају око 10% свих алергија изазваних храном.

## Складиште
Свим плодовима користи одговарајућа њега након жетве, и код многих плодова, биљни хормон етилен узрокује сазревање. Стога је за многе плодове чување у ефикасном хладном ланцу оптималан приступ складиштењу, чији је циљ продужавање употребног века.